# Myrat Annaýew
Myrat Annaýew (Ashgabat, Turkmenistán; 6 de mayo de 1993) es un futbolista de Turkmenistán que juega en la posición de centrocampista con el FC Altyn Asyr de la Liga de fútbol de Turkmenistán desde el año 2019.

## Carrera

### Club
| Periodo   | Club          |
| --------- | ------------- |
| 2015–2017 | FC Altyn Asyr |
| 2017–2018 | Ahal FK       |
| 2019–     | FC Altyn Asyr |

### Selección nacional
Annaýew debutó con Turkmenistán en 2017 en un partido amistoso ante Catar. Fue convocado para jugar con Turkmenistán en la Copa Asiática 2019 en los Emiratos Árabes Unidos.
También jugó para Turkmenistán en la Clasificación para el Campeonato Asiático de Futsal 2020. Su primer gol internacional lo anotó el 11 de junio de 2023 en el empate 1-1 ante Tayikistán en Tashkent por la Copa de Naciones CAFA 2023.

## Logros
- Liga de fútbol de Turkmenistán (5): 2015, 2016, 2019, 2020, 2021
- Copa de Turkmenistán (4): 2015, 2016, 2017, 2019, 2020
- Supercopa de Turkmenistán (6): 2015, 2016, 2019, 2020, 2021, 2022